# David Schneider (acteur)
Pour les articles homonymes, voir David Schneider et Schneider.
David Schneider est un acteur, réalisateur et un scénariste britannique né le 22 mai 1963 à Londres.

## Filmographie

### Cinéma
- 1996 : Mission impossible de Brian De Palma : l'ingénieur du train
- 1997 : Le Saint : le comédien
- 1998 : Comic Act de Jack Hazan
- 2001 : Chevalier : le vendeur de reliques
- 2002 : 28 Jours plus tard de Danny Boyle : le scientifique
- 2003 : Cheeky : Todd

### Télévision
- 2006 - 2008 : Uncle Max (série TV) : Oncle Max